# 23. (srbska) divizija (NOVJ)
23. (srbska) divizija je bila partizanska divizija, ki je delovala v sklopu NOV in POJ v Jugoslaviji med drugo svetovno vojno.
Ustanovljena je bila 6. junija 1944.

## Sestava
6. junija 1944
- 7. srbska brigada
- 9. srbska brigada